# Bo Resmark
Bo Thure Resmark, född 12 mars 1926 i Hälleviksstrand, Göteborgs och Bohus län, död 29 juni 1979 i Morlanda församling, var en svensk målare.
Han var son till med. dr. Sven Thure Resmark och Margit Hedgren. Resmark studerade vid Skånska målarskolan i Malmö 1945 och vid Valands målarskola i Göteborg 1946–1950 samt under studieresor till Frankrike och Spanien 1947–1948. Hans konst består av figurmotiv och fantasilandskap med anknytning till Orust och Bohuslän. 